# Kazimiera Utrata
Kazimiera Utrata-Lusztig (ur. 5 lipca 1932 w Warszawie, zm. 12 sierpnia 2018 tamże) – polska aktorka filmowa i teatralna.

## Życiorys

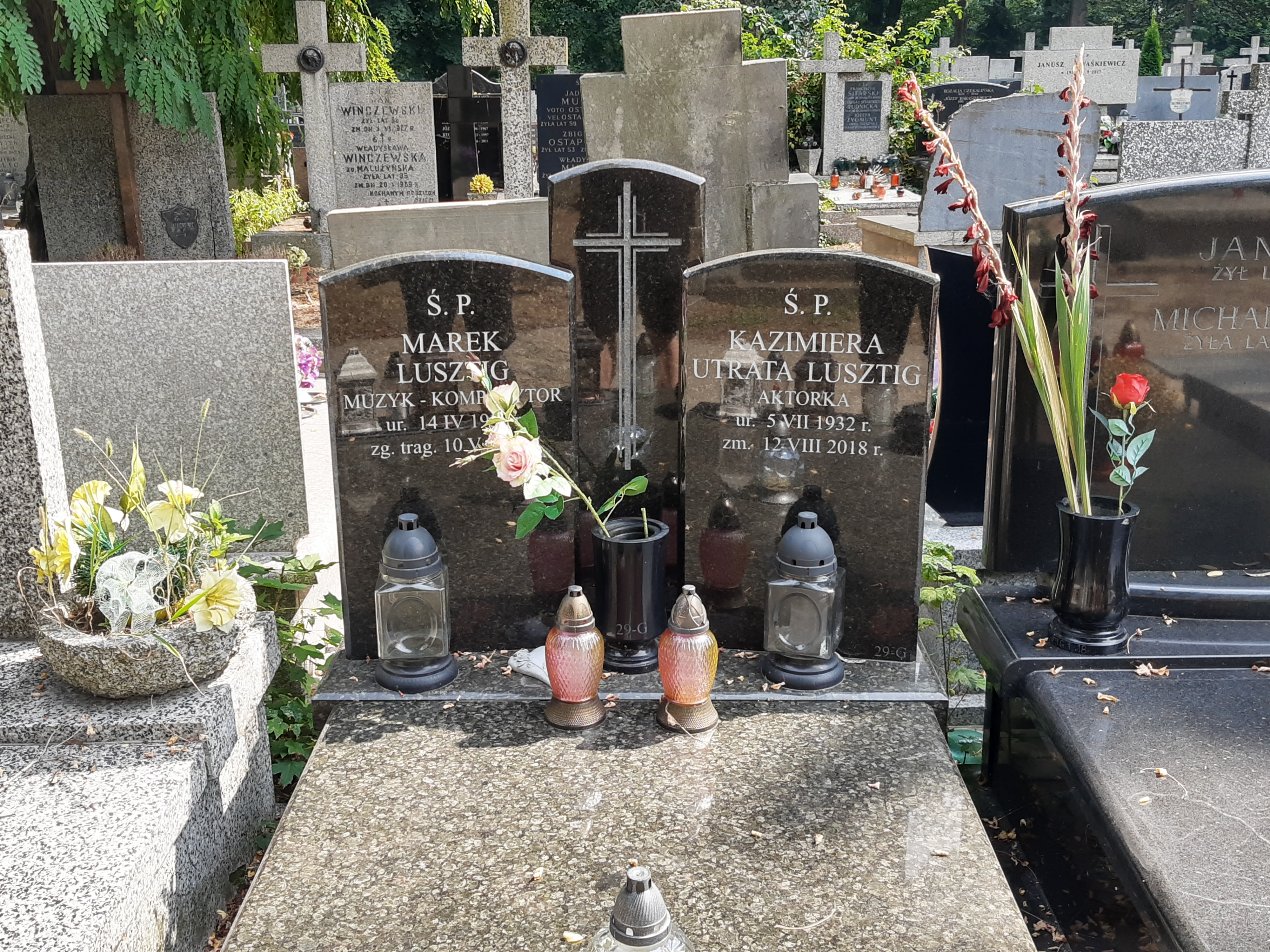
Grób Kazimiery Utraty-Lusztig i jej męża Marka Lusztiga na cmentarzu Bródnowskim w Warszawie

Absolwentka filologii rosyjskiej na Uniwersytecie Warszawskim. Karierę zaczęła od występów w teatrach studenckich. W 1954 debiutowała w teatrze, a w 1959 w filmie.
W 1963 otrzymała Grand Prix na I Krajowym Festiwalu Piosenki Polskiej w Opolu za wykonanie „Piosenki o okularnikach” do tekstu Agnieszki Osieckiej. W latach 1968–2000 występowała w Teatrze Polskim w Warszawie. Wielokrotnie występowała w filmach i serialach telewizyjnych, głównie w rolach drugoplanowych i epizodycznych, a także w dwóch teledyskach rockowej grupy Lady Pank.
Do końca życia była aktywna zawodowo. 15 sierpnia 2018 miała wystąpić na placu marsz. Józefa Piłsudskiego w Warszawie z okazji obchodów stulecia odzyskania niepodległości przez Polskę. Zmarła nagle na zawał serca w swoim mieszkaniu. 17 sierpnia 2018 została pochowana na cmentarzu Bródnowskim (kw. 29G-6-17).
Jej mężem był kompozytor Marek Lusztig.

## Filmografia
| Rok        | Tytuł                            | Rola                                                                                         | Uwagi                                                             |
| ---------- | -------------------------------- | -------------------------------------------------------------------------------------------- | ----------------------------------------------------------------- |
| 1959       | Lotna                            | gospodyni                                                                                    | film wojenny, reżyseria: Andrzej Wajda                            |
| 1961       | Szampan                          | kobieta                                                                                      | etiuda, reżyseria: Agnieszka Osiecka                              |
| 1963       | Dwa żebra Adama                  | mieszkanka Godów protestująca pod domem Wiktusów                                             | film komediowy, reżyseria: Janusz Morgenstern                     |
| 1964       | Barbara i Jan                    | robotnica w zakładach im. Róży Luksemburg (odcinek: 1)                                       | serial telewizyjny, reżyseria: Hieronim Przybył                   |
| 1968       | Wszystko na sprzedaż             | bileterka w Teatrze Ateneum                                                                  | film dramatyczny, reżyseria: Andrzej Wajda                        |
| 1969       | Polowanie na muchy               | milicjantka przy wręczaniu pucharu Włodkowi                                                  | film komediowy, reżyseria: Andrzej Wajda                          |
| 1970       | Monidło                          | żona Kamińskiego                                                                             | film obyczajowy, reżyseria: Antoni Krauze                         |
| 1972       | Szklana kula                     | matka Ireny                                                                                  | film obyczajowy, reżyseria: Stanisław Różewicz                    |
| 1974, 1976 | Czterdziestolatek                | żona pana Staśka (odcinki: 7, 16)                                                            | serial telewizyjny, reżyseria: Jerzy Gruza                        |
| 1974       | Ile jest życia                   | kobieta w wagonie restauracyjnym (odcinek: 12)                                               | serial telewizyjny, reżyseria: Zbigniew Kuźmiński                 |
| 1974       | Bilans kwartalny                 | koleżanka Marty w księgowości                                                                | film dramatyczny, reżyseria: Krzysztof Zanussi                    |
| 1974       | Awans                            | Kowalowa                                                                                     | film komediowy, reżyseria: Janusz Zaorski                         |
| 1975       | Dyrektorzy                       | robotnica (odcinki: 1, 2, 3)                                                                 | serial telewizyjny, reżyseria: Zbigniew Chmielewski               |
| 1976–1977  | Zezem                            | Ziuta, żona Górnego (odcinki: 1, 4, 7, 8, 9, 10)                                             | cykl telewizyjny, reżyseria: Janusz Zaorski                       |
| 1976       | Wakacje                          | uczestniczka obozu lekarzy (odcinek: 2)                                                      | serial telewizyjny, reżyseria: Anette Olsen                       |
| 1976       | Polskie drogi                    | żona Olczaka (odcinek:5)                                                                     | serial telewizyjny, reżyseria: Janusz Morgenstern                 |
| 1977–1978  | Układ krążenia                   | salowa (odcinki: 1-2)                                                                        | serial telewizyjny, reżyseria: Andrzej Titkow                     |
| 1977       | Kochaj albo rzuć                 | właścicielka „Continental Travel World”                                                      | film komediowy, reżyseria: Sylwester Chęciński                    |
| 1977       | Granica                          | pielęgniarka                                                                                 | film psychologiczny, reżyseria: Jan Rybkowski                     |
| 1977       | Dziewczyna i chłopak             | kobieta w pociągu (odcinek: 3)                                                               | serial telewizyjny, reżyseria: Stanisław Loth                     |
| 1977       | Coś za coś                       | chora w szpitalu                                                                             | film dramatyczny, reżyseria: Agnieszka Holland                    |
| 1978       | Wśród nocnej ciszy               | matka chłopca z szopką                                                                       | film kryminalny, reżyseria: Tadeusz Chmielewski                   |
| 1978       | Układ krążenia                   | salowa Marcowa (odcinek: 2)                                                                  | serial telewizyjny, reżyseria: Andrzej Titkow                     |
| 1978       | Ślad na ziemi                    | sąsiadka Żebry (odcinek: 3)                                                                  | serial telewizyjny, reżyseria: Zbigniew Chmielewski               |
| 1978       | W słońcu i w deszczu             | matka Julki (odcinki: 3, 4, 5, 7)                                                            | serial telewizyjny, reżyseria: Sylwester Szyszko                  |
| 1979       | Skradziona kolekcja              | pracownica Instytutu podbierająca klej                                                       | film komediowy, reżyseria: Jan Batory                             |
| 1979       | Biała gorączka                   | Słowikowa                                                                                    | film psychologiczny, reżyseria: Marek Wortman                     |
| 1980       | Miś                              | kasjerka na Okęciu                                                                           | film komediowy, reżyseria: Stanisław Bareja                       |
| 1980       | Dziewczyna i chłopak             | podróżna                                                                                     | film przygodowy, reżyseria: Stanisław Loth                        |
| 1980       | Droga                            | chłopka na wozie                                                                             | film obyczajowy, reżyseria: Ryszard Ber                           |
| 1980       | Dom                              | repatriantka (odcinek: 2)                                                                    | serial telewizyjny, reżyseria: Jan Łomnicki                       |
| 1982       | Punkty za pochodzenie            | Sobańska                                                                                     | film obyczajowy, reżyseria: Franciszek Trzeciak                   |
| 1982       | Pensja pani Latter               | chłopka                                                                                      | film psychologiczny, reżyseria: Stanisław Różewicz                |
| 1982       | Latawiec                         | sołtysowa                                                                                    | film psychologiczny, reżyseria: Mirosław Gronowski                |
| 1983       | Wielki statysta                  | dama                                                                                         | dokument fabularyzowany, reżyseria: Marian Kubera                 |
| 1983       | Widziadło                        | kobieta                                                                                      | horror, reżyseria: Marek Nowicki                                  |
| 1983       | Sny i marzenia. Sen o Violetcie  | matka Jana Karolaka                                                                          | film obyczajowy, reżyseria: Paweł Pitera                          |
| 1984       | Pan na Żuławach                  | Pleszkunowa (odcinki: 3, 5, 9, 10, 11)                                                       | serial telewizyjny, reżyseria: Sylwester Szyszko                  |
| 1984       | Miłość z listy przebojów         | członek „teatrzyku”                                                                          | film muzyczny, reżyseria: Marek Nowicki                           |
| 1984       | Kobieta w kapeluszu              | Nowicka                                                                                      | film dramatyczny, reżyseria: Stanisław Różewicz                   |
| 1984       | 5 dni z życia emeryta            | teściowa Grażyny (odcinek: 3)                                                                | serial telewizyjny, reżyseria: Edward Dziewoński                  |
| 1985       | Zdaniem obrony. Starzy znajomi   | okradziona przez Sajkiewicza                                                                 | film obyczajowy, reżyseria: Wojciech Strzemżalski                 |
| 1985       | Powrót po śmierć                 | Rybakowa                                                                                     | film obyczajowy, reżyseria: Jerzy Fedak                           |
| 1985       | Lustro                           | ciotka Ani                                                                                   | film obyczajowy, reżyseria: Krzysztof Iwanowski                   |
| 1985       | Greta                            | kobieta                                                                                      | film obyczajowy, reżyseria: Krzysztof Gruber                      |
| 1985       | Anna                             | kobieta                                                                                      | film obyczajowy, reżyseria: Alfred Mielczarek                     |
| 1986       | Zmiennicy                        | kobieta w taksówce (odcinek: 14)                                                             | serial telewizyjny, reżyseria: Stanisław Bareja                   |
| 1986       | Trio                             | kobieta                                                                                      | film obyczajowy, reżyseria: Paweł Karpiński                       |
| 1986       | Lullaby                          | kobieta                                                                                      | serial telewizyjny, reżyseria: Ephraim J. Sevela                  |
| 1986       | Kurs na lewo                     | barmanka w przydrożnym lokalu chcąca kupić indyka                                            | film komediowy, reżyseria: Paweł Unrug                            |
| 1986       | Boczny tor                       | zainteresowana wynajęciem mieszkania                                                         | film obyczajowy, reżyseria: Mieczysław Popławski                  |
| 1987       | Śmieciarz                        | kobieta (odcinek: 2)                                                                         | serial telewizyjny, reżyseria: Jacek Butrymowicz                  |
| 1987       | O rany, nic się nie stało!!!     | sprzedawczyni                                                                                | film komediowy, reżyseria: Waldemar Szarek                        |
| 1987       | Ballada o Januszku               | krawcowa Kwiatkowska (odcinek: 1)                                                            | serial telewizyjny, reżyseria: Henryk Bielski                     |
| 1988       | Pogranicze w ogniu               | staruszka we Włocławku (odcinek: 5)                                                          | serial telewizyjny, reżyseria: Andrzej Konic                      |
| 1988       | W labiryncie                     | sąsiadka Racewicza na ul. Grzybowskiej                                                       | serial telewizyjny, reżyseria: Paweł Karpiński                    |
| 1989       | Rififi po sześćdziesiątce        | baba z mięsem                                                                                | film komediowy, reżyseria: Paweł Trzaska                          |
| 1989       | Odbicia                          | matka Janasa (odcinek: 6)                                                                    | serial telewizyjny, reżyseria: Jakub Ruciński                     |
| 1989       | Kawalerki. Chwila                | sąsiadka mecenasa                                                                            | film obyczajowy, reżyseria: Waldemar Śmigasiewicz                 |
| 1989       | Galimatias, czyli kogel-mogel II | Kostkowa, działaczka na wsi                                                                  | film komediowy, reżyseria: Roman Załuski                          |
| 1990       | Mów mi Rockefeller               | sklepowa                                                                                     | film dla młodzieży, reżyseria: Waldemar Szarek                    |
| 1991       | Panny i wdowy                    | (odcinek: 5)                                                                                 | serial telewizyjny, reżyseria: Janusz Zaorski                     |
| 1991       | Kuchnia polska                   | mieszkanka rudery                                                                            | film polityczny, reżyseria: Jacek Bromski                         |
| 1991       | Kuchnia polska                   | mieszkanka rudery (odcinek: 2)                                                               | serial telewizyjny, reżyseria: Jacek Bromski                      |
| 1993−1994  | Zespół adwokacki                 | Majchrzakowa, mieszkanka Michałowa, matka aresztowane za próbę podpalenia (odcinki: 1, 4, 7) | serial telewizyjny, reżyseria: Andrzej Kotkowski                  |
| 1995       | Sukces...                        | woźna w budynku szkoły w Spychowie (odcinek: 8)                                              | serial telewizyjny, reżyseria: Krzysztof Gruber                   |
| 1997       | Przystań                         | nauczycielka                                                                                 | film obyczajowy, reżyseria: Jan Hryniak                           |
| 1997       | Boża podszewka                   | chłopka handlująca z Maryśką (odcinek: 11)                                                   | serial telewizyjny, reżyseria: Izabella Cywińska                  |
| 1998−1999  | Romantyczne podróże do Polski    | kobieta                                                                                      | serial oświatowy, reżyseria: Mariusz Malinowski                   |
| 1999       | Wszystkie pieniądze świata       | Sobieska                                                                                     | serial telewizyjny, reżyseria: Andrzej Kotkowski                  |
| 1999       | Tygrysy Europy                   | sąsiadka Moniki                                                                              | serial telewizyjny, reżyseria: Jerzy Gruza                        |
| 1999-2018  | Klan                             | Stanisława Dorobczuk-Bałucka                                                                 | serial telewizyjny, reżyseria: Paweł Karpiński i inni             |
| 2000       | Anna Karenina                    | Agata, gospodyni Lewina                                                                      | serial telewizyjny, reżyseria: Matthew Bird                       |
| 2002       | Kasia i Tomek                    | głos babci Tomka (odcinki: 13, 18)                                                           | serial telewizyjny, reżyseria: Jerzy Bogajewicz                   |
| 2008       | Stary człowiek i pies            | Janeczka, żona Stefka                                                                        | film dramatyczny, reżyseria: Witold Leszczyński, Andrzej Kostenko |
| 2009       | Małgosia contra Małgosia         | babcia                                                                                       | film obyczajowy, reżyseria: Patrycja Hurlak                       |
| 2014       | Kochanie, chyba cię zabiłem      | staruszka w aucie                                                                            | film komediowy, reżyseria: Kuba Nieścierow                        |